# Sgùrr na Sgine
Der Sgùrr na Sgine ist ein 946 m (3.104 ft) hoher, als Munro und Marilyn eingestufter Berg in Schottland. Die Bedeutung seines gälischen Namens kann in etwa mit Bergspitze des Messers übersetzt werden.  Der Gipfel liegt in der Council Area Highland in den Northwest Highlands in der weitläufigen Berglandschaft des Glenshiel Forest zwischen Loch Duich und Loch Hourn, etwa 20 Kilometer südöstlich von Kyle of Lochalsh.

## Beschreibung
Der Berg liegt westlich der rund 14 Kilometer langen South Glen Shiel Ridge südlich des Glen Shiel. Er besitzt einen langen, teils sehr schmalen und ausgesetzten Gipfelgrat mit steilen Felsflanken, an dessen Südende der durch einen Cairn markierte höchste Punkt des Massivs liegt. Von diesem aus verläuft der Grat über einen 942 m (3.091 ft) hohen, namenlosen Zwischengipfel zunächst nach Nordwesten, bevor er sich nach Norden und dann Nordosten wendet. In diesem Bereich umschließt der Grat auf der Ostseite des Berges das Coire Toiteil, ein Seitental des Glen Shiel, das den Sgùrr na Sgine von der South Glen Shiel Ridge trennt. Der Gipfelgrat wendet sich weiter nach Osten und endet im 909 m (2.982 ft) hohen Vorgipfel Faochag. Die markante Spitze des Faochaq und sein steiler Nordostgrat sind im Unterschied zum etwas zurückgesetzt liegenden Hauptgipfel aus dem Glen Shiel gut sichtbar. 
Vom Hauptgipfel verläuft ein kurzer Grat nach Südwesten, der bald in den breiten, weiter abfallenden Rücken des Sròn Glac na Gaoithe übergeht. Auf der Ostseite fällt der Berg mit felsdurchsetzten steilen Flanken ab. Auf etwa halber Strecke zwischen Hauptgipfel und Faochaq leitet an der westlichsten Stelle des hier relativ breiten Gipfelgrats der 699 m hohe Sattel des Bealach Coire Mhàlagain zum nordwestlich benachbarten, 1.011 m (3.317 ft) hohen The Saddle über. Am Südende des Coire Toiteil verbindet der Bealach na Toiteil auf etwa 675 m Höhe den Sgùrr na Sgine mit der South Glen Shiel Ridge.

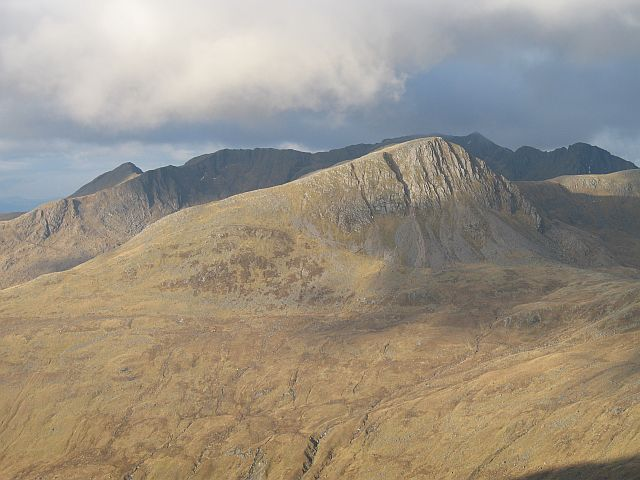
Blick vom südöstlich liegenden, 879 m hohen Buidhe Bheinn auf die Ostseite des Sgùrr na Sgine, dahinter The Saddle
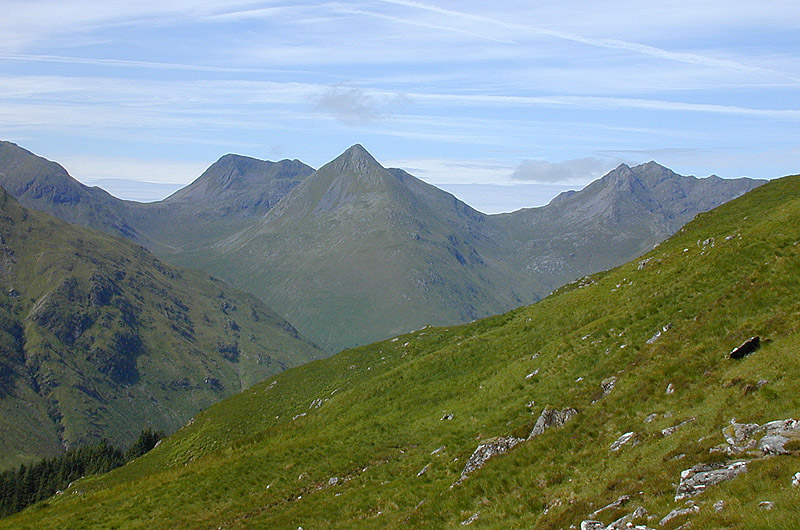
Blick auf das Massiv des Sgùrr na Sgine mit Faochaq (Mitte) und dahinter liegendem Hauptgipfel (links) sowie The Saddle (rechts)
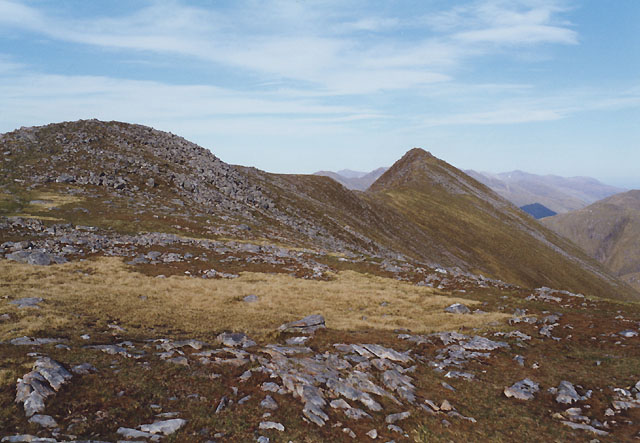
Blick vom Gipfelgrat nordwestlich des Hauptgipfels zum Vorgipfel Faochaq
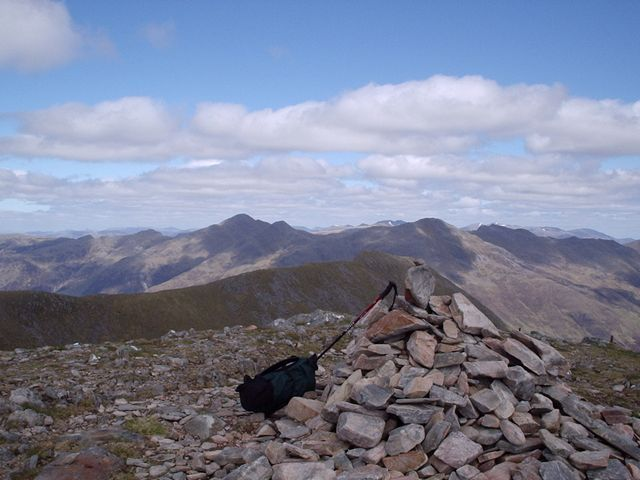
Der Gipfelcairn des Sgùrr na Sgine, dahinter im Norden die Berge von Kintail

## Aufstieg
Der Sgùrr na Sgine wird von Munro-Baggern meist zusammen mit seinem Nachbarn The Saddle bestiegen. Ausgangspunkt ist ein Parkplatz an der A87 im Glen Shiel in der Nähe der Malagan Bridge. Von dort gibt es mehrere Alternativen. Der Aufstieg kann sowohl durch die beiden Kare westlich und östlich des Faochaq, das Coire Mhàlagain und das Coire Toiteil, als auch über den Nordostgrat des Faochaq erfolgen. Von den beiden hochgelegenen Bealachs kann der Gipfelgrat erreicht werden, der Bealach Coire Mhàlagain stellt zudem den Übergang zum The Saddle dar.